# Канадская арктическая экспедиция (1913—1916)
Канадская арктическая экспедиция 1913—1916 — научная экспедиция за Полярный круг, организованная и возглавляемая Вильялмуром Стефанссоном. Изначально спонсорами экспедиции выступали Национальное географическое общество и Американский музей естественной истории. Вскоре главным спонсором экспедиции стала Канада, почувствовав потенциал новых земель, и Стефанссон, который хоть и родился в Канаде, но был американским гражданином, восстановил канадское гражданство. Экспедиция была разделена на северную группу, возглавляемую Стефанссоном, и южную, возглавляемую Рудольфом Андерсоном.

## Северная группа
Целью северной группы было исследование новых земель к северу и западу от известной земли в канадской Арктике. В это время предполагалось наличие крупных неоткрытых земель, сравнимых по своим размерам с канадским Арктическим архипелагом или даже небольшим континентом. Помимо простого поиска новых земель, северная группа должна была провести на севере ряд метеорологических, магнитных и морских биологических исследований.

## Южная группа
На южной группе лежало исследование дельты реки Маккензи и прилегающих районов Канады между мысом Парри и полуостровом Кент, территории в 160 км вглубь страны, а также южной и восточной части острова Виктория; исследование включало научную (географическую, геологическую) характеристику, проработку новых торговых путей, поиск месторождений полезных ископаемых (в частности, меди) и, возможно, перепись населения.

## Результаты
1913 год был особенно плохим для арктической навигации. Все корабли экспедиции застряли во льдах прежде, чем они могли достигнуть их первоначального пункта назначения, острова Хершел. Флагман экспедиции, корабль «Карлук» был потерян и унесён на остров Врангеля, что привело к гибели почти половины экипажа. Большая часть южной группы плыла на других кораблях. 19 сентября шесть человек, включая Стефанссона, покинули Карлук на небольшой шхуне North Star, отправившись на охоту, но из-за дрейфа льдов не смогли вернуться обратно на корабль. Капитан «Карлука» Роберт Барлетт организовал пеший переход к острову Врангеля, однако вернуться к экспедиции и продолжить исследования смог лишь один человек из четырнадцати. Экспедиция приобрела другой корабль, Polar Bear, в 1915 году. Южная группа осталась на севере летом 1916 года, изучая и сопоставляя Дальний Восток и Батерст-Инлет. Некоторые члены северной группы продолжили исследования в 1918 году. Экспедиция открыла земли, ранее неизвестные даже инуитам (в том числе острова Брок, Макензи-Кинг, Борден, Миен, и Лохид).